# 7-й всероссийский чемпионат по тяжёлой атлетике
7-й всероссийский чемпионат по тяжёлой атлетике прошёл 2-8 марта 1903 года в Санкт-Петербурге на арене Атлетического общества. В соревнованиях приняли участие четыре спортсмена из двух городов. Атлеты соревновались без разделения на весовые категории. Участники соревновались в трёх тяжелоатлетических дисциплинах (жим, рывок и толчок), каждое из которых выполнялось левой, правой и обоими руками. Победитель определялся по сумме мест во всех упражнениях, без подсчёта итоговой суммы.
| Место | Участник      | Город           | Рывок (кг) | Рывок (кг) | Рывок (кг) | Жим (кг) | Жим (кг) | Жим (кг) | Толчок (кг) | Толчок (кг) | Толчок (кг) |
| ----- | ------------- | --------------- | ---------- | ---------- | ---------- | -------- | -------- | -------- | ----------- | ----------- | ----------- |
| Место | Участник      | Город           | правой     | левой      | двумя      | правой   | левой    | двумя    | правой      | левой       | двумя       |
| 1     | Николай Лукин | Харьков         | 65,5       | 61,4       | 94,2       | 90,0     | 69,5     | 102,3    | 86,0        | 73,3        | 122,8       |
| 2     | Отто Краубнер | Санкт-Петербург | 65,5       | 57,3       | 94,2       | -        | 71,7     | 90,0     | 86,0        | 69,5        | 114,6       |
| 3     | Артур Элкснит | Санкт-Петербург | 61,4       | 61,4       | 94,2       | 65,5     | 69,5     | 98,1     | 77,8        | 81,9        | 114,6       |